# Штальман, Николай Корнилович
Никола́й Корни́лович Шта́льман (31 октября 1835 — 28 июля 1905) — русский военный инженер, генерал-лейтенант, участник Крымской войны.

## Биография
Происходил из дворян Санкт-Петербургской губернии. Родился 31 октября 1835 года. Окончил курс наук в Николаевском инженерном училище. 1 сентября 1850 года определен на службу в кондукторскую роту Николаевского инженерного училища кондуктором. 25 марта 1855 года переведен в 1-й саперный батальон с прикомандированием к Гренадерскому саперному резервному батальону полевым инженер-прапорщиком.
24 января 1856 года переведен в военные инженеры. 1 марта зачислен сначала в Санкт-Петербургскую инженерную команду, а затем 10 апреля того же года в Кронштадтскую с откомандированием в распоряжение строителя морских батарей. Принимал участие в Крымской войне. 10 мая 1858 года переведен в окружное инженерное управление Петербургского военного округа с зачислением по спискам Санкт-Петербургской инженерной команды.
1 августа 1859 года переведен в управление Санкт-Петербургского инженерного округа, а 3 июня 1861 года во 2-ю Санкт-Петербургскую инженерную дистанцию. 31 декабря 1868 года назначен исполняющим должность начальника 1-й Московской инженерной дистанции. 17 апреля 1870 года произведен в полковники с утверждением в должности. 13 апреля 1871 года назначен делопроизводителем по строительной части окружного инженерного управления Московского военного округа.
10 ноября 1872 года переведен в Санкт-Петербургское крепостное инженерное управление, с прикомандированием к главному инженерному управлению. 24 января 1874 года назначен боц-адъютантом  Зимнего дворца. 11 ноября 1881 года отчислен от должности, с переводом в Санкт-Петербургское крепостное инженерное управление и прикомандирован к главному инженерному управлению.
16 января 1888 года произведен в генерал-майоры, с оставлением в распоряжении главного инженерного управления. 6 февраля того же года член учрежденной при военном совете комиссии по устройству казарм. В 1896 году произведен в генерал-лейтенанты, с назначением в распоряжение военного министра.
Скончался 28 июля 1905 года.

## Награды
- Орден Святой Анны 4-й ст. с надписью за храбрость (1855).
- Орден Святого Станислава 2-й ст. (1871).
- Орден Фридриха 2-й ст. (1874).
- Орден Вендской короны 3-й ст. (1874).
- Императорский австрийский орден Франца Иосифа 2-й ст. (1874).
- Орден Святой Анны 2-й ст. (1878).
- Орден Льва и Солнца 3-й ст. (1878).
- Орден Святого Владимира 4-й ст. с бантом за выслугу в офицерских цинах 25 лет. (1879).
- Орден Спасителя 4-й ст. (1880).
- Орден Святого Владимира 3-й ст. (1881).
- Орден Таковского креста 3-й ст. (1881).
- Орден Святого Станислава 1-й ст. (1891).
- Орден Святой Анны 1-й ст. (1895).
- Медаль «В память царствования императора Александра III» (1896).